# Плотицька сільська рада
Плоти́цька сільська́ ра́да — адміністративно-територіальна одиниця та орган місцевого самоврядування в Тернопільському районі Тернопільської області. Адміністративний центр — село Плотича.

## Загальні відомості
Плотицька сільська рада утворена 11 травня 1993 року.
- Територія ради: 12,1 км²
- Населення ради: 1388 осіб (станом на 2017 рік)
- Територією ради протікає річка Серет

## Населені пункти
Сільській раді підпорядковані населені пункти:
- с. Плотича

## Населення
За переписом населення України 2001 року в сільській раді мешкало 1308 осіб.

### Мова
Розподіл населення за рідною мовою за даними перепису 2001 року:
| Мова       | Відсоток |
| ---------- | -------- |
| українська | 98,98 %  |
| російська  | 0,94 %   |
| угорська   | 0,08 %   |

## Склад ради
Рада складається з 13 депутатів та голови.
- Сільський голова Грицишин Євгеній Богданович

### Керівний склад попередніх скликань
| Прізвище, ім'я, по батькові  | Основні відомості                                                                     | Дата обрання | Дата звільнення |
| ---------------------------- | ------------------------------------------------------------------------------------- | ------------ | --------------- |
| Чупик Степан Степанович      | Сільський голова, 1966 року народження, член Всеукраїнського об'єднання «Батьківщина» | 26.03.2006   | 11.02.2010      |
| Кравець Оксана Володимирівна | Сільський голова, 1969 року народження, освіта незакінчена вища, позапартійна         | 31.10.2010   | 04.03.2016      |

Грицишин Євгеній Богданович    Сільський голова, 1956 року народження, освіта вища, член Аграрної партії 04.12.2016
Примітка: таблиця складена за даними сайту Верховної Ради України

### Депутати
За результатами місцевих виборів 2010 року депутатами ради стали:

#### За суб'єктами висування
| Суб'єкт висування | Кількість обраних депутатів | %   |
| ----------------- | --------------------------- | --- |
| Самовисування     | 16                          | 100 |

#### За округами
| № округу | Прізвище, ім'я, по батькові      | Дата визнання обраним | Освіта             | Партійна приналежність | Відомості про обраного депутата                                             |
| -------- | -------------------------------- | --------------------- | ------------------ | ---------------------- | --------------------------------------------------------------------------- |
| 1        | Литвиненко Володимир Миколайович | 31.10.2010            | середня спеціальна | позапартійний          | приватний підприємець                                                       |
| 2        | Піган Андрій Володимирович       | 31.10.2010            | вища               | позапартійний          | приватний підприємець                                                       |
| 3        | Бугай Богдан Антонович           | 31.10.2010            | середня спеціальна | позапартійний          | Плотицький будинок культури, директор                                       |
| 4        | Сторожко Микола Ярославович      | 31.10.2010            | незакінчена вища   | позапартійний          | ТНЕУ, студент                                                               |
| 5        | Серга Тарас Сергійович           | 31.10.2010            | незакінчена вища   | позапартійний          | приватний підприємець                                                       |
| 6        | Пекар Микола Степанович          | 31.10.2010            | вища               | позапартійний          | приватний підприємець                                                       |
| 7        | Михальчишин Василь Романович     | 31.10.2010            | середня спеціальна | позапартійний          | приватний підприємець                                                       |
| 8        | Стефура Ганна Мирославівна       | 31.10.2010            | середня спеціальна | позапартійна           | Плотицька сільська рада, землевпорядник                                     |
| 9        | Древінський Віктор Павлович      | 31.10.2010            | середня спеціальна | позапартійний          | тимчасово не працює                                                         |
| 10       | Коніцький Андрій Володимирович   | 31.10.2010            | середня спеціальна | позапартійний          | тимчасово не працює                                                         |
| 11       | Ковик Ярослав Романович          | 31.10.2010            | середня спеціальна | позапартійний          | ФСГ «Агро», фермер                                                          |
| 12       | Малиш Микола Михайлович          | 31.10.2010            | вища               | позапартійний          | тимчасово не працює                                                         |
| 13       | Стравський Ярослав Степанович    | 31.10.2010            | вища               | позапартійний          | Інститут ветеренарної медицини м. Тернопіль, замдиректора з наукової роботи |
| 14       | Музика Володимир Петрович        | 31.10.2010            | середня спеціальна | позапартійний          | тимчасово не працює                                                         |
| 15       | Рудакевич Богдан Богданович      | 31.10.2010            | середня спеціальна | позапартійний          | ЦРЛ, водій швидкої допомоги                                                 |
| 16       | Сідорський Остап Романович       | 31.10.2010            | незакінчена вища   | позапартійний          | ТНТУ, студент                                                               |